# Limosina thomasi
Limosina thomasi är en tvåvingeart som först beskrevs av Harrison 1959.  Limosina thomasi ingår i släktet Limosina och familjen hoppflugor. Inga underarter finns listade i Catalogue of Life.